# Jan I. Dánský
Jan I. Dánský, dánsky: Hans, (2. února 1455, Aalborg – 20. února 1513 tamtéž) byl král Dánska v letech 1481–1513, Norska v letech 1483–1513 a Švédska (jako Jan II.) v letech 1497–1501.

## Biografie

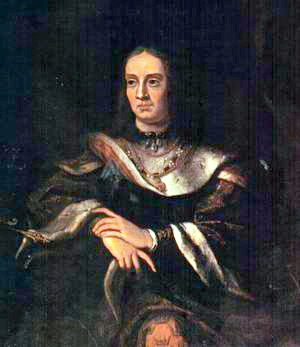
Jan I. Dánský

Narodil se jako třetí syn dánského krále Kristiána I. a jeho manželky Dorotey Braniborské z hohenzolernské dynastie, jeho nejstarší bratr však zemřel ještě před jeho narozením a druhý princ těsně po něm. V roce 1456 byl tedy Jan jmenován princem následníkem Dánska, v roce 1458 pak Norska a Švédska – za jeho vlády všechny tři severské země byly spojeny v tzv. Kalmarské unii.
Po smrti svého otce v roce 1481 se stal Jan novým králem Dánska a počátkem roku 1483, po shromáždění v Halmstadu, byl jmenován také králem norským. V roce 1483 byl korunovám nejdříve v Kodani a posléze v Trondheimu. 7. září téhož roku sešla švédská Rada v Kalmaru, kde byl zvolen švédským králem.
V Holsteinu privilegia udělená Kristiánem I. dovolovala, aby si obyvatelé svého nového vévodu vybrali ze synů zemřelého krále. Dorotea Braniborská, Janova matka, zdědila po svém manželovi správu vévodství; vzhledem k romu, že silně preferovala svého nejmladšího syna Frederika, rozhodla o tom, že vévodství budou rozdělena na dvě části mezi oba syny, poskytnuvši Frederikovi právo prvního výběru. Frederik si zvolil část se zámkem Gottorp, zatímco jeho starší bratr Jan, král Kalmarské unie, měl sídlo v městě Bad Segeberg. aby zde převzal vládu. Podle dohody Kristiána I. se šlesvicko-holštýnskými stavy vévodství byla nedělitelná, takže oficiálně fungovali Frederik a Jan jako spoluvládci – k oficiální volbě došlo 12. prosince 1482.
Ve Švédsku regent Sten Sture zdržoval 14 let Janův nástup na trůn země. Dánský král uzavřel roku 1493 alianci s Moskevským knížectvím (první smlouva dánského krále s Ruskem), které zaútočilo na Finsko (tehdy integrální součást Švédska). Invaze do Finska vzbudila u Švédů nespokojenost, neboť se domnívali, že Sten Sture vedl válku špatně. Jan získal podporu u většiny švédské šlechty, jež ho žádala o zásah v království; Jan roku 1497 využil tuto příležitost vstoupit do Švédska s početným žoldnéřským vojskem a 28. září porazil Stena Stura u Rotebra v okolí Stockholmu. Do švédského hlavního města vstoupil 11. října 1497 a 26. listopadu byl korunován švédským králem pod jménem Jan II., v době, kdy jeho syn Kristián byl jmenován jeho následníkem. Jeho švédská politika spočívala v udržení přátelských vztahů mezi Dánskem a Švédskem a mohl získal slib věrnosti od Stena Stureho.

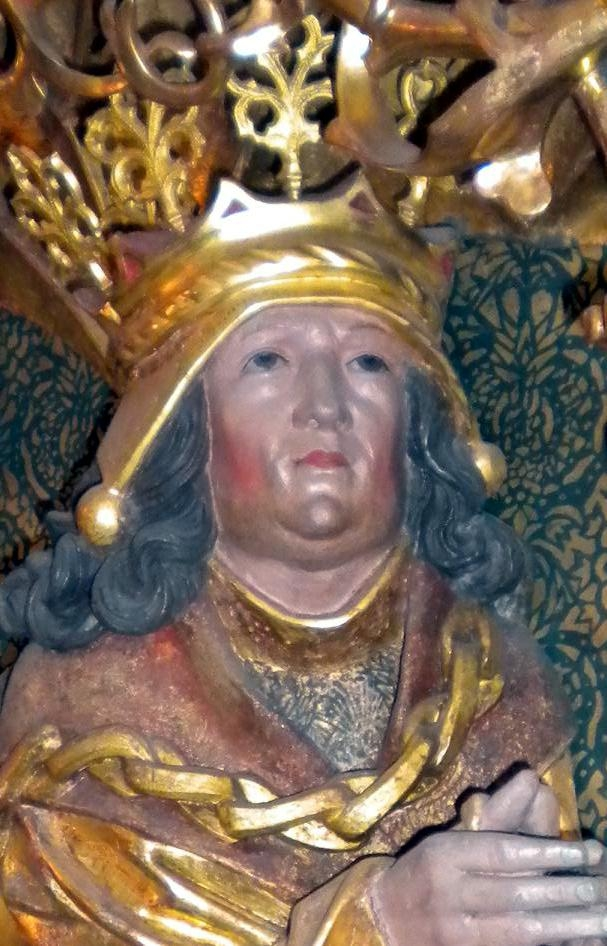
Jan I. Dánský

Společně se svým bratrem Frederikem se Jan v roce 1500 pustil do dobývání regionu Dithmarschen, de iure pod svrchovaností Hoštýnska, de facto však fungujícího jako nezávislá republika. Podařilo se jim sebrat velké vojsko sestávající z jednotek nejen z obou vévodství, ale z celé Kalmarské unie a z německých žoldnéřů. Expedice však ztroskotala v bitvě u Hammingstedtu, kde dithmarschenští rozbili pobřežní hráze a vojsko obou bratří utrpělo zničující porážku; ztracena byla třetina jejich jednotek
Po tomto neúspěchu Janova vojenská prestiž silně utrpěla a následně vypukla proti králi povstání ve Švédsku a Norsku. V Dánsku byl Jan v roce 1501 svržen s trůnu a vláda byla opět nabídnuta Svenu Sturovi. Králova manželka Kristina bránila proti obležení švédských rebelů stockholmský hrad; ten padl jako poslední pevnost dánského krále ve Švédsku 9. května roku 1502. Po svém odchodu ze Švédska Jan zahájil se Švédy jednání, která nevedla k žádnému výsledku, takže v roce 1507 zahájil opět válku, srovnav se zemí švédské pobřeží. V Norsku potlačil povstání Janův syn Kristián (pozdější král Kristián II.), který vládl v zemi jako vicekrál. Hanza a především město Lübeck zvýšily objem svého obchodu se Švédskem, pročež se v roce 1510 dostaly do války s Dánskem. Zpočátku bylo Dánsko pustošeno hanzovními vojsky, později však Jan dobyl vítězství, která v dubnu roku 1512 vyústila ve smlouvu o míru.
Jan zemřel na zámku v Aalborgu 20. února roku 1513 a byl pochován v katedrále sv. Knuta v Odense.

## Rodina a potomci
V roce 1478 se Jan oženil s princeznou Kristinou Saskou. Z manželství vzešlo šest potomků – pět synů a dcera, z nichž však pouze třetí syn – následník trůnu a dcera se dožili dospělosti:
- Jan (*/† 1479)
- Arnošt (*/† 1480)
- Kristián II. (1. července 1481 – 25. ledna 1559), král Kalmarské unie, ⚭ 1515 Isabela Habsburská (18. července 1501 – 19. ledna 1526
- Jakub (*/† 1482)
- Alžběta (24. června 1485 – 10. června 1555), ⚭ 1502 Jáchym I. Nestor Braniborský (21. února 1484 – 11. července 1535), kurfiřt braniborský
- František (15. července 1497 – 1. dubna 1511)

## Vývod z předků
|                 |                                        |  |                         |                                     |  |  |  |  |  |  |  | Konrád I. Oldenburský |
|                 |                                        |  |                         |                                     |  |  |  |  |  |  |  |                       |
|                 | Kristián V. Oldenburský                |  |                         |                                     |  |  |  |  |  |  |  |                       |
|                 |                                        |  |                         |                                     |  |  |  |  |  |  |  |                       |
|                 |                                        |  |                         | Ingeborg Holštýnská                 |  |  |  |  |  |  |  |                       |
|                 |                                        |  |                         |                                     |  |  |  |  |  |  |  |                       |
|                 | Dietrich Oldensburský                  |  |                         |                                     |  |  |  |  |  |  |  |                       |
|                 |                                        |  |                         |                                     |  |  |  |  |  |  |  |                       |
|                 |                                        |  |                         | Dětřich V. z Honsteinu              |  |  |  |  |  |  |  |                       |
|                 |                                        |  |                         |                                     |  |  |  |  |  |  |  |                       |
|                 | Agnes z Hohnsteinu                     |  |                         |                                     |  |  |  |  |  |  |  |                       |
|                 |                                        |  |                         |                                     |  |  |  |  |  |  |  |                       |
|                 |                                        |  |                         | Žofie Brunšvicko-Lüneburská         |  |  |  |  |  |  |  |                       |
|                 |                                        |  |                         |                                     |  |  |  |  |  |  |  |                       |
|                 | Kristián I. Dánský                     |  |                         |                                     |  |  |  |  |  |  |  |                       |
|                 |                                        |  |                         |                                     |  |  |  |  |  |  |  |                       |
|                 |                                        |  |                         | Jindřich II. Holštýnsko-Rendsburský |  |  |  |  |  |  |  |                       |
|                 |                                        |  |                         |                                     |  |  |  |  |  |  |  |                       |
|                 | Gerhard VI. Holštýnsko-Rendsburský     |  |                         |                                     |  |  |  |  |  |  |  |                       |
|                 |                                        |  |                         |                                     |  |  |  |  |  |  |  |                       |
|                 |                                        |  |                         | Ingeborg Meklenburská               |  |  |  |  |  |  |  |                       |
|                 |                                        |  |                         |                                     |  |  |  |  |  |  |  |                       |
|                 | Helvig Holštýnsko-Rendsburská          |  |                         |                                     |  |  |  |  |  |  |  |                       |
|                 |                                        |  |                         |                                     |  |  |  |  |  |  |  |                       |
|                 |                                        |  |                         | Magnus II. Brunšvicko-Lüneburský    |  |  |  |  |  |  |  |                       |
|                 |                                        |  |                         |                                     |  |  |  |  |  |  |  |                       |
|                 | Kateřina Alžběta Brunšvicko-Lüneburská |  |                         |                                     |  |  |  |  |  |  |  |                       |
|                 |                                        |  |                         |                                     |  |  |  |  |  |  |  |                       |
|                 |                                        |  |                         | Kateřina Anhaltsko-Bernburská       |  |  |  |  |  |  |  |                       |
|                 |                                        |  |                         |                                     |  |  |  |  |  |  |  |                       |
| 'Jan I. Dánský' |                                        |  |                         |                                     |  |  |  |  |  |  |  |                       |
|                 |                                        |  |                         |                                     |  |  |  |  |  |  |  |                       |
|                 |                                        |  | Fridrich V. Norimberský |                                     |  |  |  |  |  |  |  |                       |
|                 |                                        |  |                         |                                     |  |  |  |  |  |  |  |                       |
|                 | Bedřich I. Braniborský                 |  |                         |                                     |  |  |  |  |  |  |  |                       |
|                 |                                        |  |                         |                                     |  |  |  |  |  |  |  |                       |
|                 |                                        |  |                         | Alžběta Míšeňská                    |  |  |  |  |  |  |  |                       |
|                 |                                        |  |                         |                                     |  |  |  |  |  |  |  |                       |
|                 | Jan Braniborsko-Kulmbašský             |  |                         |                                     |  |  |  |  |  |  |  |                       |
|                 |                                        |  |                         |                                     |  |  |  |  |  |  |  |                       |
|                 |                                        |  |                         | Fridrich I. Bavorsko-Landshutský    |  |  |  |  |  |  |  |                       |
|                 |                                        |  |                         |                                     |  |  |  |  |  |  |  |                       |
|                 | Alžběta Bavorská                       |  |                         |                                     |  |  |  |  |  |  |  |                       |
|                 |                                        |  |                         |                                     |  |  |  |  |  |  |  |                       |
|                 |                                        |  |                         | Magdalena Viscontiová               |  |  |  |  |  |  |  |                       |
|                 |                                        |  |                         |                                     |  |  |  |  |  |  |  |                       |
|                 | Dorotea Braniborská                    |  |                         |                                     |  |  |  |  |  |  |  |                       |
|                 |                                        |  |                         |                                     |  |  |  |  |  |  |  |                       |
|                 |                                        |  |                         | Václav I. Saský                     |  |  |  |  |  |  |  |                       |
|                 |                                        |  |                         |                                     |  |  |  |  |  |  |  |                       |
|                 | Rudolf III. Saský                      |  |                         |                                     |  |  |  |  |  |  |  |                       |
|                 |                                        |  |                         |                                     |  |  |  |  |  |  |  |                       |
|                 |                                        |  |                         | Cecílie z Carrary                   |  |  |  |  |  |  |  |                       |
|                 |                                        |  |                         |                                     |  |  |  |  |  |  |  |                       |
|                 | Barbara Sasko-Wittenberská             |  |                         |                                     |  |  |  |  |  |  |  |                       |
|                 |                                        |  |                         |                                     |  |  |  |  |  |  |  |                       |
|                 |                                        |  |                         | Ruprecht I. Lehnický                |  |  |  |  |  |  |  |                       |
|                 |                                        |  |                         |                                     |  |  |  |  |  |  |  |                       |
|                 | Barbora Lehnická                       |  |                         |                                     |  |  |  |  |  |  |  |                       |
|                 |                                        |  |                         |                                     |  |  |  |  |  |  |  |                       |
|                 |                                        |  |                         | Hedvika Zaháňská                    |  |  |  |  |  |  |  |                       |
|                 |                                        |  |                         |                                     |  |  |  |  |  |  |  |                       |